# Horst Stein
Pour les articles homonymes, voir Stein.
Horst Walter Stein, né à Elberfeld, aujourd'hui district urbain de Wuppertal, le 2 mai 1928 et mort le 27 juillet 2008 à Vandœuvres près de Genève, est un chef d'orchestre allemand.

## Biographie
Il commence par des études de piano, puis entre 1940 et 1945, il étudie le hautbois, les percussions et le chant au Musisches Gymnasium de Francfort. En 1945, il entre à la Hochschule für Music de Cologne pour y apprendre la composition et la Direction d'orchestre avec Günter Wand. En 1947, il est nommé assistant chef d'orchestre au Théâtre de Wupperthal, puis, dès 1951, Kappellmeister de l'Opéra de Hambourg. En 1955, Erich Kleiber l'engage à l'opéra de Berlin, il y reste jusqu'en 1961. Il est alors nommé chef d'orchestre adjoint de l'Opéra de Hambourg avant de diriger l'Opéra de Mannheim de 1963 à 1970. Durant deux ans, il est premier chef à l'Opéra de Vienne, avant de revenir à Hambourg comme Generalmusikdirektor de l'Opéra qu'il quitte en 1977 mais aussi du Philharmonique de 1973 à 1976. En 1977, le conseil de fondation de l'Orchestre de la Suisse romande le nomme directeur artistique et chef de l'orchestre, fonction qui débute le 1er octobre 1980 pour se terminer le 30 septembre 1985. Horst Stein s'établit à Vandoeuvres près de Genève dès 1978.
En 1987, il dirige l'Orchestre symphonique de Bâle où il succède au chef Moshe Atzmon et qu'il dirige jusqu'en 1994. Dans le même temps, Horst Stein répond à un engagement similaire à celui de Bamberg, en Bavière. Il restera directeur artistique de cette dernière formation jusqu’en 2000.
Entre 1969 et 1986, Horst Stein fut au pupitre lors de 138 représentations d'opéras de Wagner lors du Festival de Bayreuth.
Père de trois enfants, il était membre d'honneur de l'Opéra de Vienne. Il était aussi chef honoraire de l'Orchestre symphonique de la NHK à Tokyo.

### Dictionnaires et encyclopédies
- Theodore Baker et Alain Pâris (trad. Marie-Stella Pâris), Dictionnaire biographique des musiciens, R. Laffont, 1995 (ISBN 2-221-90103-7, 978-2-221-90103-8 et 2-221-06510-7, OCLC 896013421, lire en ligne), p. 4000